# Sound of...
Sound of... – coroczny plebiscyt organizowany przez brytyjskiego nadawcę radiowo-telewizyjnego BBC. Wybierani są w nim poprzez krytyków muzycznych i przedstawicieli branży najbardziej obiecujące nowe talenty muzyczne. Pierwszy odbył się w 2003.

## Zwycięzcy

### 2003–2009
| Rok  | Zwycięzca          | 2. miejsce               | 3. miejsce             | 4. miejsce        | 5. miejsce    | 6. miejsce      | 7. miejsce                    | 8. miejsce        | 9. miejsce  | 10. miejsce       |
| ---- | ------------------ | ------------------------ | ---------------------- | ----------------- | ------------- | --------------- | ----------------------------- | ----------------- | ----------- | ----------------- |
| 2003 | 50 Cent            | Electric Six             | Yeah Yeah Yeahs        | The Thrills       | Dizzee Rascal | Interpol        | Audio Bullys                  | Mario             | The Datsuns | Sean Paul         |
| 2004 | Keane              | Franz Ferdinand          | Wiley                  | Razorlight        | Joss Stone    | McFly           | Scissor Sisters               | The Ordinary Boys | Tali        | Gemma Fox         |
| 2005 | The Bravery        | Bloc Party               | Kano                   | The Game          | Kaiser Chiefs | KT Tunstall     | The Dead 60s                  | The Dears         | Tom Vek     | The Magic Numbers |
| 2006 | Corinne Bailey Rae | Clap Your Hands Say Yeah | The Feeling            | Plan B            | Guillemots    | Sway            | Chris Brown                   | Marcos Hernandez  | Kubb        | The Automatic     |
| 2007 | Mika               | The Twang                | Klaxons                | Sadie Ama         | Enter Shikari | Air Traffic     | Cold War Kids                 | Just Jack         | Ghosts      | The Rumble Strips |
| 2008 | Adele              | Duffy                    | The Ting Tings         | Glasvegas         | Foals         | Vampire Weekend | Joe Lean & the Jing Jang Jong | Black Kids        | MGMT        | Santigold         |
| 2009 | Little Boots       | White Lies               | Florence + the Machine | Empire of the Sun | La Roux       | Lady Gaga       | V V Brown                     | Kid Cudi          | Passion Pit | Dan Black         |

### 2010–2019
| Rok  | Zwycięzca        | 2. miejsce              | 3. miejsce    | 4. miejsce  | 5. miejsce       | Pozostali nominowani |
| ---- | ---------------- | ----------------------- | ------------- | ----------- | ---------------- | --- |
| 2010 | Ellie Goulding   | Marina and the Diamonds | Delphic       | Hurts       | The Drums        | Daisy Dares You, Devlin, Everything Everything, Giggs, Gold Panda, Joy Orbison, Owl City, Rox, Stornoway, Two Door Cinema Club      |
| 2011 | Jessie J         | James Blake             | The Vaccines  | Jamie Woon  | Clare Maguire    | Anna Calvi, Daley, Esben and the Witch, Jai Paul, MONA, NERO, The Naked and Famous, Warpaint, Wretch 32, Yuck                       |
| 2012 | Michael Kiwanuka | Frank Ocean             | Azealia Banks | Skrillex    | Niki & The Dove  | ASAP Rocky, Dot Rotten, Dry the River, Flux Pavilion, Friends, Jamie N Commons, Lianne La Havas, Ren Harvieu, Spector, Stooshe      |
| 2013 | Haim             | AlunaGeorge             | Angel Haze    | Laura Mvula | CHVRCHΞS         | A*M*E, Arlissa, King Krule, Kodaline, Little Green Cars, Palma Violets, Peace, Savages, The Weeknd, Tom Odell                       |
| 2014 | Sam Smith        | Ella Eyre               | BANKS         | Sampha      | George Ezra      | Chance The raper, Chlöe Howl, FKA twigs, Jungle, Kelela, Luke Sital-Singh, MNEK, Nick Mulvey, Royal Blood, Say Lou Lou              |
| 2015 | Years & Years    | James Bay               | Stormzy       | Raury       | George the Poet  | Kwabs, Låpsley, Novelist, Rae Morris, Shamir, Shura, Slaves, SOAK, Sunset Sons, Wolf Alice                                          |
| 2016 | Jack Garratt     | Alessia Cara            | NAO           | Blossoms    | Mura Masa, WSTRN | Billie Marten, Dua Lipa, Frances, Izzy Bizu, J Hus, Loyle Carner, Mabel, RAT BOY, Section Boyz                                      |
| 2017 | Ray BLK          | Rag’n’Bone Man          | RAYE          | Jorja Smith | Nadia Rose       | AJ Tracey, Anderson .Paak, Cabbage, Dave, Declan McKenna, Maggie Rogers, Stefflon Don, The Amazons, The Japanese House, Tom Grennan |
| 2018 | Sigrid           | Rex Orange County       | IAMDDB        | Khalid      | Pale Waves       | ALMA, Billie Eilish, Jade Bird, Lewis Capaldi, Nilüfer Yanya, Not3s, Sam Fender, Superorganism, Tom Walker, Yaeji, Yxng Bane        |
| 2019 | Octavian         | King Princess           | Grace Carter  | slowthai    | Rosalía          | Dermot Kennedy, Ella Mai, FLOHIO, Mahalia, Sea Girls                                                                                |

### od 2020
| Rok  | Zwycięzca | 2. miejsce | 3. miejsce | 4. miejsce  | 5. miejsce | Pozostali nominowani                            |
| ---- | --------- | ---------- | ---------- | ----------- | ---------- | ----------------------------------------------- |
| 2020 | Celeste   | Easy Life  | YUNGBLUD   | Joy Crookes | Inhaler    | Arlo Parks, beabadoobee, Georgia, Joesef, Squid |